# Ellen van Wolde
Ellen José van Wolde (Groningen, 8 december 1954) is bijbelwetenschapper. Zij onderzoekt de Hebreeuwse Bijbel en past daarbij verworvenheden van de semiotiek en linguïstiek toe. Bij het grote publiek raakte ze vooral bekend door haar oratie (2009) over de eerste drie zinnen uit Genesis. Sedert de zomer van 2021 is zij emeritus hoogleraar aan de Radboud Universiteit in Nijmegen. 

## Levensloop

### Opleiding
Van Wolde studeerde theologie aan de Katholieke Universiteit Nijmegen, bijbelstudies aan het Pontificium Institutum Biblicum in Rome en semiotiek aan de Università degli Studi in Bologna.

### Loopbaan
Na voltooiing van haar Master/Doctoraal Theologie (cum laude) en haar doctoraat/PhD (cum laude), werd Van Wolde universitair hoofddocent aan de Katholieke Universiteit Nijmegen. In 1992 werd zij benoemd als Hoogleraar Exegese van het Oude Testament en Hebreeuws aan de Theologische Faculteit Tilburg, later opgenomen in de Universiteit van Tilburg. In 2009 werd zij als Hoogleraar Exegese Oude Testament/Hebreeuwse Bijbel en Bronteksten Jodendom aangesteld aan de Radboud Universiteit. Zij leidde daar de afdeling Bijbelstudies ( 2010-2020 ) en de (gefuseerde) afdeling Tekstuele, Historische, en Systematische Studies van het Jodendom en Christendom (2020-2021). In de zomer van 2021 ging zij met emeritaat. 

### Honours
In 2005 werd Van Wolde gekozen tot lid van de Koninklijke Nederlandse Akademie van Wetenschappen (KNAW) , en in 2006 tot lid van de Koninklijke Hollandsche Maatschappij der Wetenschappen (KHMW). Zij werd in 2013 lid van Academia Europaea/Academy of Europe. Van 2010-2016 was zij lid van het algemeen bestuur van de KNAW. In 2011 werd ze benoemd tot ridder in de Orde van de Nederlandse Leeuw.
Ter gelegenheid van het tweehonderdjarig bestaan van de KNAW werd de zesdelige serie "De magie van de wetenschap" gemaakt waarbij een van de documentaires aan haar is gewijd.  

## Werk
Ellen van Wolde is bijbelwetenschapper en onderzoekt de Hebreeuwse Bijbel in de context van het Oude Nabije Oosten. Daarbij gaat haar aandacht vooral uit naar denkbeelden over het begin van het universum, over God en over mensen. Zij onderzoekt deze denkbeelden door middel van taal- en tekstonderzoek in nauwe samenhang met de cultuur en cognitie (de mentale processen) van mensen in het Oude Nabije Oosten. Ze streeft er daarbij naar om de gedachtewereld en het taalgebruik bloot te leggen van de mensen in de tijd, de plaats en de cultuur waarin de teksten zijn ontstaan. Haar inzichten zijn vastgelegd in haar monografie Reframing Biblical Studies. When Language and Text Meet Cognition, Culture and Context en in de artikelen die zij gepubliceerd heeft, onder meer over de eerste regels in de bijbel en het werkwoord ‘bara’, over de ‘regenboog’ aan het einde van het Zondvloedverhaal, over het verhaal van de ‘Jacobsladder’ en het verhaal van ‘Sodom en Gomorra’.

## Publicaties
- A semiotic analysis of Genesis 2-3. A semiotic theory and method of analysis applied to the story of the Garden of Eden (Assen 1989; ook verschenen als proefschrift RU Nijmegen[2])
- Meneer en mevrouw Job. Job in gesprek met zijn vrouw, zijn vrienden en met God (Baarn 1991, 1995)
- Ruth en Noömi, twee vreemdgangers (Baarn 1993)
- Words become Worlds. Semantic Studies of Genesis 1-11 (Leiden 1994)
- Verhalen over het begin. Genesis 1-11 en andere scheppingsverhalen (Baarn 1995)
- Zin in verhalen (onder redactie van Ellen van Wolde) (Amsterdam 1997; Annalen van het Thijmgenootschap, 85/2)
- Een topografie van de geest. Een verkenningstocht door het landschap van taal en betekenis, denken en geloven (Nijmegen 2000; Annalen van het Thijmgenootschap, 88/4 (Thijm-essay 2000))
- Bas van Iersel, Uitgelezen. Studies over de evangelies, ed. Ellen van Wolde (Baarn 2000)
- Does 'innâ Denote Rape? A Semantic Analysis of a Controversial Word, Vetus Testamentum, 52 (2002) 528-544
- Job 28. Cognition in context (Leiden 2003)
- Het paradijs (redactie) (Zoetermeer 2006)
- Sentiments as Culturally Constructed Emotions. Anger and Love in the Hebrew Bible, Biblical Interpretation. A Journal of Contemporary Approaches 16, pp. 1–24 (2008)
- Reframing Biblical Studies. When Language and Text Meet Culture, Cognition, and Context. Eisenbrauns. (Winona Lake 2009)
- Bijbelse scheppingsverhalen, in P. Oomen & T. Smedes (Eds.), Evolutie, cultuur en religie. Perspectieven vanuit biologie en theologie (pp. 57–82), (Kampen: Klement 2010)
- Semantics and the Semantics of bara. A Rejoinder to the Arguments Advanced by B. Becking and M. Korpel, met R.C. Rezetko, The Journal of Hebrew Scriptures 11(9) (2011)
- Outcry, Knowledge, and Judgment in Genesis 18-19, In D. Lipton (Ed.), Universalism and Particularism at Sodom and Gomorrah. Essays in Memory of Ron Pirson (pp. 71–100), Atlanta: Society of Biblical Literature (2012)
- One Bow or Another. A study of the bow in Gen 9: 8-17, Vetus Testamentum, 63, pp. 124–149 (2013)
- Landsman, K., en E. van Wolde (eds), The Challenge of Chance. A Multidisciplinary Approach from Science and the Humanities (Springer 2016)
- Separation and Creation In Genesis 1 and Psalm 104, a Continuation of the Discussion of bara, Vetus Testamentum  67 (2017) 611-647
- The Niphal as Middle Voice and its Consequence for Meaning, Journal for the Study of the Old Testament 43 (2019) 453-478. (most downloaded publication of Sage 2019-20)
- Psalm 102: 13-23: Qualifications Rather than Actions,  The Bible Translator 70 (2019) 207-222.
- Accusing YHWH of Fickleness: A Study of Psalm 89,47-52,  Biblica 100 (2019) 506-526.
- A Stairway to Heaven? Jacob’s Dream in Genesis 28.10-22, Vetus Testamentum 69 (2019) 722-735.
- A network of conventional and deliberate metaphors in Psalm 22,  Journal for the Study of the Old Testament 44.4 (2020) 642-666.
- A Prayer for Purification. Psalm 51:12-14, a Pure Heart and the verb ברא ,  Vetus Testamentum (2020) 340-360.
- Various Types of Metaphors and Their Different Functions in Psalm 51,  in  D.Verde and A. Labahn (eds), Networks of Metaphors in the Hebrew Bible (BETL CCCIX) Leuven: Peeters 2020, 193-215.
- Niphal verbs in the Book of Genesis and their contribution to meaning, in  A. Hornkohl and G. Kahn (eds.), (Semitic Languages and Cultures, 7), (Cambridge University: Open Books Publisher 2021) 431-453.
- Not the Name Alone: A Linguistic Study of Exodus 3:14–15, Vetus Testamentum (2021) 1-17.